# Puchar Mitropa
Puchar Mitropa, występujący pod oficjalną nazwą La Coupe de l'Europe Centrale był jednym z pierwszych międzynarodowych turniejów piłkarskich tej rangi w Europie. Po II wojnie światowej zorganizowano kontynuujący tradycje Puchar Zentropa. Zawody były rozgrywane do 1992 roku, kiedy to z powodu coraz malejącego prestiżu rozgrywek i działań wojennych w Jugosławii turniej został definitywnie rozwiązany. 

## Historia
Pierwszy w historii międzynarodowy turniej dla klubów piłkarskich został ustanowiony w roku 1897 w Wiedniu. Pomysłodawcą Challenge Cup był John Gramlick senior, współzałożyciel wiedeńskiego Vienna Cricket and Football Club. Rozgrywki zrzeszały kluby z imperium austro-węgierskiego, które wcześniej nie mogły ze sobą rywalizować, głównie z samego Wiednia, Budapesztu i Pragi. Puchar był rozgrywany do roku 1911 i jest uważany za bezpośredniego protoplastę pucharu Mitropa i współczesnej Ligi Mistrzów. Ostatnim zwycięzcą był Wiener Sport-Club, który 23 września 1911 pokonał w finale węgierski Ferencvárosi TC.

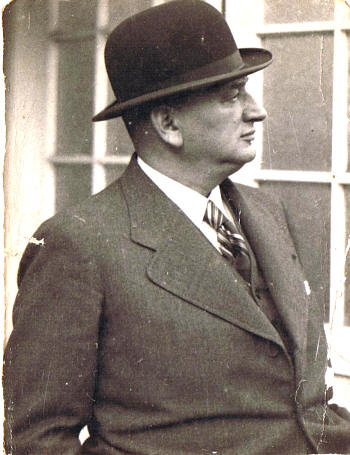
Hugo Meisl był jednym z inicjatorów powstania rozgrywek

Po zakończeniu I wojny światowej i rozpadzie Austro-Węgier powróciła koncepcja rozgrywek dla klubów z całej Europy. Prekursorami piłki nożnej na kontynencie były kraje Europy Środkowej, stąd też najczęściej to kluby z tej części kontynentu były inicjatorami takowych rozgrywek, a we wczesnych latach 20. XX stulecia to tam powstawały zorganizowane krajowe rozgrywki i federacje. Kolejnym krokiem w kierunku profesjonalizacji rozgrywek piłkarskich było spotkanie 17 lipca 1927 w Wenecji z inicjatywy ówczesnego prezesa Österreichischer Fußball-Bund Hugo Meisla, gdzie zdecydowano się na zorganizowanie pucharu Mitropa. Co więcej, uchwalono cykliczny puchar Europy dla drużyn narodowych. Pierwsze spotkania rozegrano już 14 sierpnia tego roku między najlepszymi zawodowymi drużynami środkowej Europy.
W pierwszej edycji pucharu do rywalizacji przystąpiły po dwie drużyny z Austrii, Węgier, Czechosłowacji i Jugosławii, zestawione systemem pucharowym. Krajowe federacje były uprawnione do wystawienia zarówno mistrzów lub wicemistrzów, jak i triumfatorów pucharu. Pierwszym zwycięzcą okazała się czeska Sparta Praga. W 1929 roku drużyny z Włoch zastąpiły kluby jugosłowiańskie, a w 1934 zdecydowano się powiększyć grono uczestników o dwie dodatkowe drużyny z każdego kraju. W 1936 dołączyła Szwajcaria i Rumunia, a rok później powróciły zespoły z Jugosławii. Po aneksji przez nazistowskie Niemcy w 1938 z rozgrywek wystąpiły zespoły austriackie, a po wybuchu II wojny światowej rok później liczba uczestników zmniejszyła się do ośmiu drużyn (dwóch z Węgier, Czechosłowacji i Włoch oraz jednej z Rumunii i Jugosławii). O poziomie rozgrywek świadczą wyniki uczestników na arenie międzynarodowej – mistrzostwa świata Włoch (1934, 1938), finalistów mundialu z Czechosłowacji (1934) i Węgier (1938) oraz półfinalistów – Austriaków i Jugosłowian.
W 1940 rozgrywki zostały wstrzymane z powodu działań wojennych przed finałem, w którym miały zagrać Ferencvárosi TC i Rapid Bukareszt.
Po II wojnie światowej utworzono puchar Zentropa mający nawiązać tradycją do poprzednika, jednak nawet po przywróceniu tradycyjnej nazwy rozgrywki straciły na znaczeniu i estymie, z powodu powstania rozgrywek o Puchar Europy w 1955. W latach 80. rywalizowali ze sobą mistrzowie drugich lig uczestników, a ostatni finał rozegrano w 1992 – przy mniej niż tysiącu kibiców wygrał Borac Banja Luka z rozpadającej się Jugosławii. Z powodu wojny w Jugosławii i coraz malejącego znaczenia tych rozgrywek zaniechano bezpowrotnie rozgrywania tego turnieju.
| Rok       | Zwycięzca                 | Adnotacja                                                       |
| --------- | ------------------------- | --------------------------------------------------------------- |
| 1927      | Sparta Praga ()           |                                                                 |
| 1928      | Ferencvárosi TC ()        |                                                                 |
| 1929      | Újpest FC ()              |                                                                 |
| 1930      | Rapid Wiedeń ()           |                                                                 |
| 1931      | First Vienna FC ()        |                                                                 |
| 1932      | Bologna F.C. 1909 ()      |                                                                 |
| 1933      | Austria Wiedeń ()         |                                                                 |
| 1934      | Bologna F.C. 1909 ()      |                                                                 |
| 1935      | Sparta Praga ()           |                                                                 |
| 1936      | Austria Wiedeń ()         |                                                                 |
| 1937      | Ferencvárosi TC ()        |                                                                 |
| 1938      | Slavia Praga ()           |                                                                 |
| 1939      | Újpest FC ()              |                                                                 |
| 1940–1950 | Rozgrywki zawieszone      | Rozgrywki zawieszone                                            |
| 1951      | Rapid Wiedeń ()           | Rozgrywki pod nazwą Puchar Zentropa                             |
| 1955      | Vörös Lobogó ()           |                                                                 |
| 1956      | Vasas SC ()               |                                                                 |
| 1957      | Vasas SC ()               |                                                                 |
| 1958      | Crvena zvezda Belgrad ()  | Rozgrywki pod nazwą Puchar Dunaju                               |
| 1959      | Budapest Honvéd FC ()     |                                                                 |
| 1960      | Węgry ()                  | Trofeum przyznano krajowi na podstawie wyników drużyn klubowych |
| 1961      | Bologna F.C. 1909 ()      |                                                                 |
| 1962      | Vasas SC ()               |                                                                 |
| 1963      | MTK Hungária Budapeszt () |                                                                 |
| 1964      | Sparta Praga ()           |                                                                 |
| 1965      | Vasas SC ()               |                                                                 |
| 1966      | AC Fiorentina ()          |                                                                 |
| 1967      | FC Spartak Trnava ()      |                                                                 |
| 1968      | Crvena zvezda Belgrad ()  |                                                                 |
| 1969      | Inter Bratysława ()       |                                                                 |
| 1970      | Vasas SC ()               |                                                                 |
| 1971      | NK Čelik Zenica ()        |                                                                 |
| 1972      | NK Čelik Zenica ()        |                                                                 |
| 1973      | Tatabányai Bányász ()     |                                                                 |
| 1974      | Tatabányai Bányász ()     |                                                                 |
| 1975      | Admira Wacker ()          |                                                                 |
| 1976      | Admira Wacker ()          |                                                                 |
| 1977      | Vojvodina Novi Sad ()     |                                                                 |
| 1978      | FK Partizan ()            |                                                                 |
| 1979      | Nie rozegrano pucharu     | Nie rozegrano pucharu                                           |
| 1980      | Udinese Calcio ()         |                                                                 |
| 1981      | Tatran Preszów ()         |                                                                 |
| 1982      | AC Milan ()               |                                                                 |
| 1983      | Vasas SC ()               |                                                                 |
| 1984      | SC Eisenstadt ()          |                                                                 |
| 1985      | Iskra Bugojno ()          |                                                                 |
| 1986      | Pisa Calcio ()            |                                                                 |
| 1987      | Ascoli Calcio ()          |                                                                 |
| 1988      | Pisa Calcio ()            |                                                                 |
| 1989      | FC Baník Ostrava ()       |                                                                 |
| 1990      | A.S. Bari ()              |                                                                 |
| 1991      | Torino Calcio ()          |                                                                 |
| 1992      | Borac Banja Luka ()       |                                                                 |

### Superpuchar Mitropa
W roku 1989 rozegrano dwumecz o Superpuchar Mitropa pomiędzy triumfatorami z lat 1988 i 89:
- FC Baník Ostrava – Pisa Calcio 3:0 i 1:3 (dogr.)